# Bob McDonnell
Robert Francis (Bob) McDonnell (Philadelphia (Pennsylvania), 15 juni 1954) is een Amerikaans politicus van de Republikeinse Partij. Van 2010 tot 2014 was hij de gouverneur van de Amerikaanse staat Virginia. Daarvoor was hij vanaf 2006 de officier van justitie van Virginia onder gouverneur Tim Kaine. In 2009 trad McDonnell af om zich kandidaat te stellen voor het gouverneurschap. Bij de verkiezingen op 3 november 2009 werd McDonnell gekozen als de 71e gouverneur van Virginia na het verslaan van de Democratische staatssenator Creigh Deeds, met een marge van 17 punten. Op 16 januari 2010 werd hij geïnaugureerd.
Na vier jaar werd McDonnell in januari 2014 als gouverneur opgevolgd door de Democraat Terry McAuliffe. 
- CiNii: DA13115730
- Gemeinsame Normdatei: 1176072919
- International Standard Name Identifier: 0000 0000 7126 3749
- Library of Congress Control Number: no2009137872
- Nationale Bibliotheek van Israël: 987007363907705171
- Virtual International Authority File: 100739854
- WorldCat: E39PBJtCyrGFDjTBcCmMCXYgKd